# Bakso

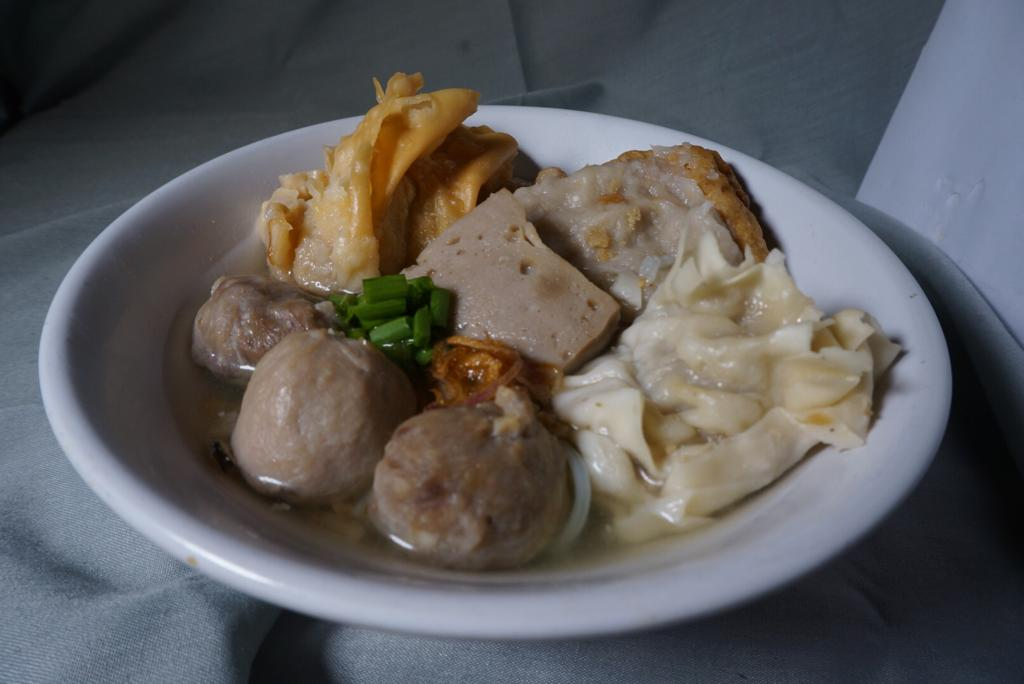
Bakso in Fleischbrühe mit Nudeln und Wantan.

Bakso bezeichnet sowohl ein einzelnes indonesisches Fleischbällchen als auch ein indonesisches Suppengericht mit Fleischbällchen und weiteren Zutaten. Das Gericht ist in ganz Indonesien weit verbreitet und dort eines der beliebtesten Streetfood-Gerichte.

## Geschichte
Der Legende nach wurde Bakso in China während der Ming-Dynastie von einem gewissen Meng Bo erfunden, der seiner Mutter den Verzehr von Fleisch erleichtern wollte und deshalb zerkleinertes Fleisch in Ballform serviert hat. Über chinesische Händler soll es dann nach Indonesien gelangt sein. Das Wort Bakso stammt aus dem chinesischen Dialekt Hokkien und bedeutet zerkleinertes Fleisch. Zu Beginn häufig aus Schweinefleisch zubereitet, haben sich im Laufe der Zeit aufgrund der mehrheitlich muslimischen Bevölkerung in Indonesien die Varianten aus Rind, Hähnchen und Fisch durchgesetzt. Da viele der Bakso-Verkäufer aus den Städten Malang, Solo und Wonogiri stammten, sind diese Städte mittlerweile bekannt für ihre Bakso-Gerichte. International bekannter wurde das Gericht durch Barack Obama, der es als sein Lieblingsgericht während seiner Zeit in Indonesien bezeichnete.

## Zusammensetzung

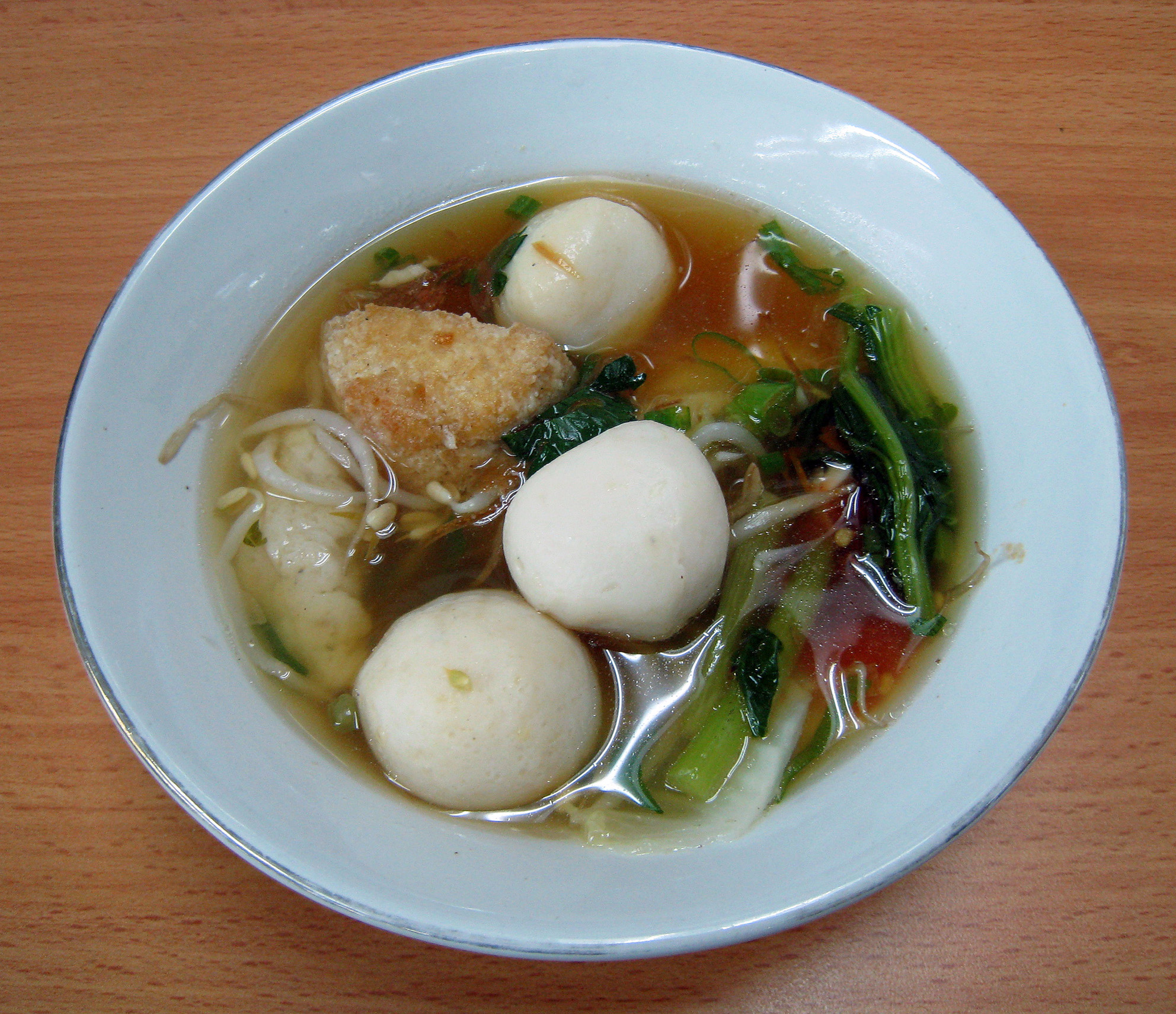
Bakso aus Fisch

Bakso wird gewöhnlich aus Rinderhack, einer kleinen Menge Tapiokastärke und Salz geform. Daneben gibt es auch Varianten aus Hähnchen, Schweinefleisch, Fisch oder Shrimp. In den muslimisch geprägten Regionen Indonesiens finden sich Varianten aus Rind- und Hähnchenfleisch, die den Halal-Standards entsprechen müssen. In den Chinatowns der Großstädte und den nicht muslimisch geprägten Regionen, wie beispielsweise Bali, sind auch Bakso aus Schweinefleisch zu finden.

## Zubereitung
Bakso werden normalerweise in einer Schüssel mit Rinderbrühe und Nudeln serviert. Häufig finden sich auch verschiedene Gemüse, Tofu und gekochte oder frittierte Wantan in der Suppe. Garniert wird das Gericht oft mit frittierten Schalotten und Sellerie.

## Verkauf

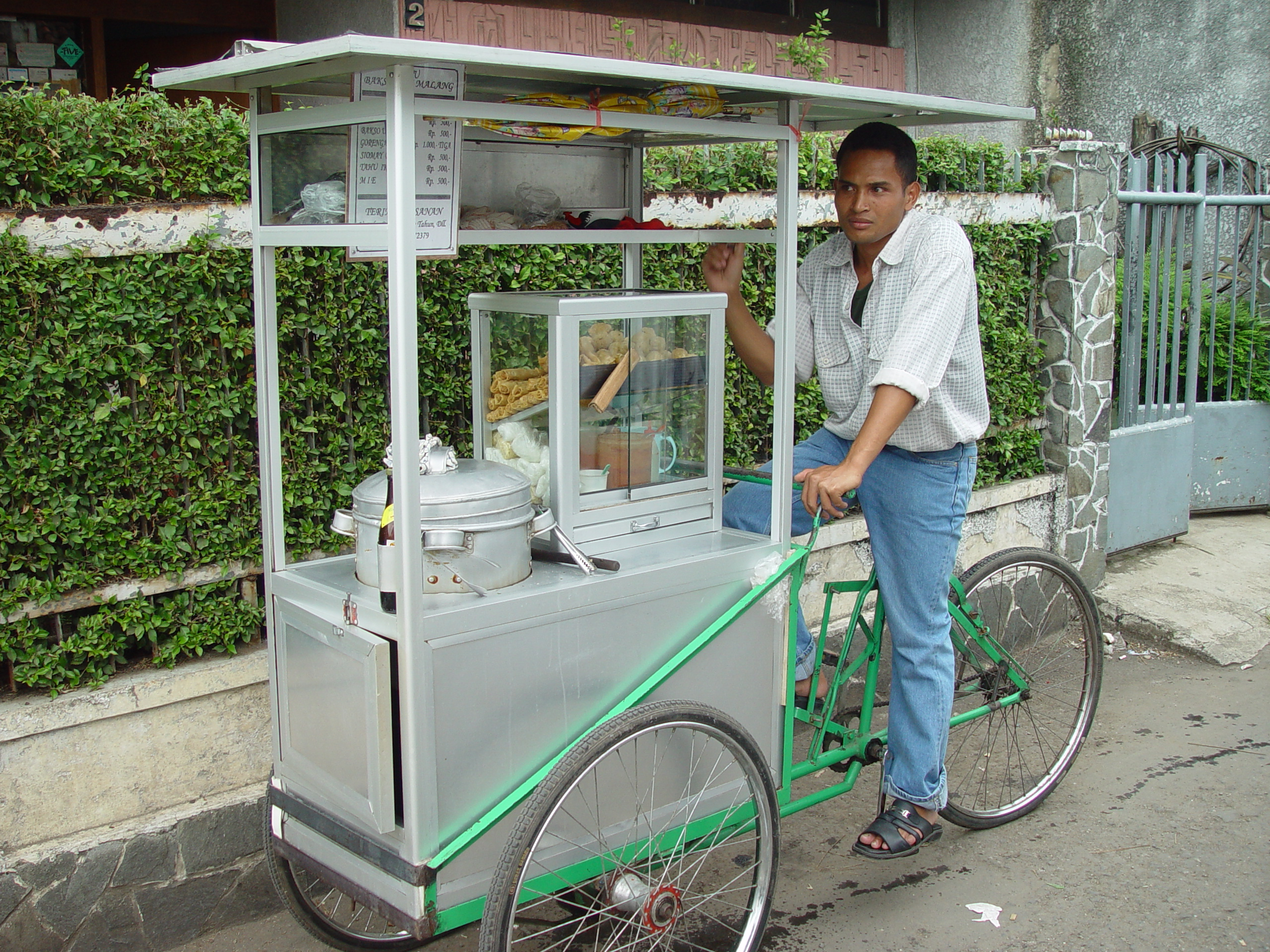
Fahrender Bakso-Straßenverkäufer

Bakso lässt sich auf den Speisekarten von Straßenverkäufern, im Warung und auch in guten Restaurants in ganz Indonesien finden. Großer Beliebtheit erfreuen sich die fahrenden Straßenverkäufer, bei denen die vorgekochten Bakso in Glasvitrinen aufbewahrt werden, um dann frisch vor den Augen der Kunden zubereitet zu werden.

## Variationen
Mittlerweile gibt es in Indonesien viele verschiedene Bakso-Variationen, die sich in Form, Größe, Konsistenz, Zusammensetzung und Füllung unterscheiden. Bekannte Gerichte sind Bakso Malang, Bakso Solo und Bakso Wonogiri, die unterschiedliche Brühen verwenden. Beliebte Füllungen für die Fleischbällchen sind Käse (Bakso Keju), Chili (Bakso mercon), Rindersehnen (Bakso urat) und Ei (Bakso telur). Bakso lassen sich auch für gegrillte Fleischspießchen (Bakso bakar) oder zerkleinert als Zutat für Mi Goreng und Nasi Goreng verwenden.